# ロヴィーゴ
ロヴィーゴ（イタリア語: Rovigo  ( 音声ファイル)）は、イタリア共和国ヴェネト州にある都市であり、人口約50,000人の基礎自治体（コムーネ）。ロヴィーゴ県の県都である。

## 地理

### 位置・広がり

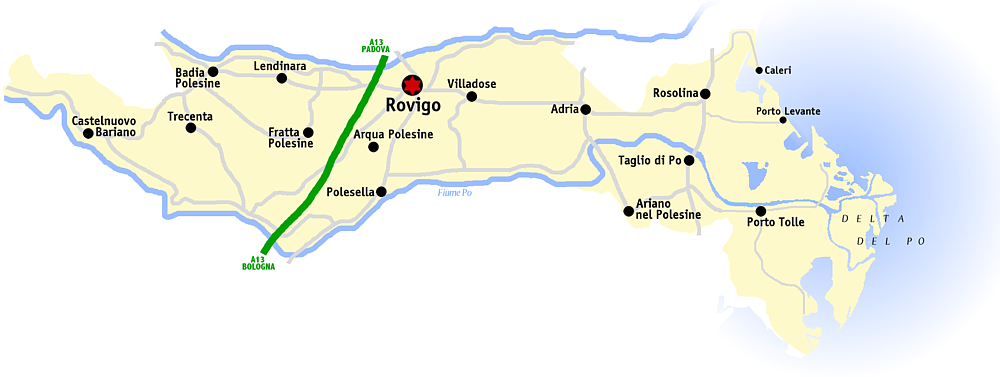
ロドヴィーゴ県概略図（緑線■は高速道路:アウトストラーダ A13）

#### 隣接コムーネ
隣接するコムーネは以下の通り。括弧内のPDはパドヴァ県所属を示す。
- アングイッラーラ・ヴェーネタ (PD)
- アルクアー・ポレージネ
- バルボーナ (PD)
- ボアーラ・ピザーニ (PD)
- ボザーロ
- チェレニャーノ
- コスタ・ディ・ロヴィーゴ
- クレスピーノ
- ルージア
- ポンテッキオ・ポレージネ
- サン・マルティーノ・ディ・ヴェネッツェ
- ヴェスコヴァーナ (PD)
- ヴィッラドーゼ
- ヴィッラノーヴァ・デル・ゲッボ

### 気候分類・地震分類
ロヴィーゴにおけるイタリアの気候分類 (it) および度日は、zona E, 2466 GGである。
また、イタリアの地震リスク階級 (it) では、zona 3 (sismicità bassa) に分類される。

## 行政

### 行政区画
ロヴィーゴには以下の分離集落（フラツィオーネ）がある。
- Boara Polesine, Borsea, Buso, Concadirame, Fenil del Turco, Granzette, Grignano Polesine, Mardimago, Roverdicrè, Cantonazzo, Sant'Apollinare, Sarzano

## 姉妹都市
- フィールンハイム、ドイツ
- ベッドフォード、イギリス
- トゥルチャ、ルーマニア
- シランドロ、イタリア